# Cantonul Commentry
Cantonul Commentry este un canton din arondismentul Montluçon, departamentul Allier, regiunea Auvergne, Franța.

## Comune
- Colombier
- Commentry (reședință)
- Hyds
- Malicorne